# Czesław Michniewicz
Czesław Michniewicz (polská výslovnost: [ˈt͡ʂɛswaf mjixˈɲɛvjit͡ʂ]; * 12. února 1970) je polský fotbalový trenér a bývalý brankář, který vedl polský národní tým v roce 2022.

## Trenérská kariéra

### Začátky
V září 2003 byl Michniewicz jmenován trenérem Lechu Poznań. V sezóně 2003/04 dovedl tým k titulům v Polském poháru a polském Superpoháru. Klub opustil v červnu 2006. V říjnu 2006 byl jmenován trenérem týmu Zagłębie Lubin z Ekstraklasy a dovedl klub k ligovému titulu v sezóně 2006/07. V říjnu 2007 byl zbaven své funkce. Od 8. července 2008 do 12. dubna 2009 trénoval klub Arka Gdynia. Od 15. listopadu 2010 do 30. června 2011 řídil Widzew Łódź. Dne 22. července 2011 byl jmenován trenérem Jagiellonie Białystok, ale tuto funkci po vzájemné dohodě opustil dne 22. prosince 2011. Dne 28. března 2012 byl Michniewicz jmenován novým trenérem Polonie Varšava, kterou vedl pouze do 8. května toho roku.
Od 22. března do 22. října 2013 trénoval Podbeskidzie Bielsko-Biała. Po roce a půl bez trenérského angažmá byl angažován jako trenér Pogoń Szczecin. Michniewiczův tým skončil v sezóně 2015/16 v lize na šestém místě. Navzdory nejlepšímu výsledku za poslední roky mu nebyla smlouva prodloužena a klub opustil 30. června 2016. Od 1. července 2016 do 22. března 2017 měl na starosti klub Bruk-Bet Termalica Nieciecza.

### Polská fotbalová reprezentace do 21 let
Dne 7. července 2017 byl jmenován trenérem polské reprezentace do 21 let. Po vítězství nad Portugalskem v play-off se Polsko pod jeho vedením kvalifikovalo poprvé od roku 1994 na závěrečný turnaj Mistrovství Evropy ve fotbale do 21 let. Dne 15. října 2020 ho nahradil Maciej Stolarczyk.

### Legia Varšava
Dne 21. září 2020 byl jmenován trenérem Legie Varšava. Při svém debutu vyhrála Legia 2:0 nad KF Drita v předkole Evropské ligy UEFA 2020/21. Dne 18. října 2020 debutoval s Legií v Ekstraklase, když Legia vyhrála 2:1 nad Zagłębie Lubin. Dne 11. prosince 2020 byl jmenován trenérem měsíce Ekstraklasy. Stejné vyznamenání získal za březen 2021, protože jeho tým odehrál celý tento měsíc bez porážky. Dne 28. dubna 2021 vyhrál Michniewicz svůj druhý trenérský titul v Ekstraklase po remíze 0:0 mezi Jagiellonií Białystok a Raków Częstochowa (protože druhý tým již v tu chvíli ztratil šanci dohnat Legii, které v tu chvíli zbývaly ještě tři zápasy).
Dne 26. srpna 2021 Legia vedená Michniewiczem porazila v předposledním předkole Evropské ligy UEFA Slavii Praha a poprvé po pěti letech se kvalifikovala do skupinové fáze evropského poháru. Ve skupinové fázi Evropské ligy UEFA se utkala s Leicesterem City, Neapolí a Spartakem Moskva.

### Polská fotbalová reprezentace
Dne 31. ledna 2022 byl Michniewicz jmenován novým manažerem Polského národního týmu a podepsal smlouvu do 31. prosince toho roku s možností prodloužení. Předchozí manažer Paulo Sousa se rozhodl připojit k Flamengu tři měsíce před prvním polským kvalifikačním zápasem play-off na Mistrovství světa ve fotbale 2022. Michniewicz měl debutovat v Moskvě proti Rusku, ale kvůli ruské invazi na Ukrajinu byla jejich reprezentace diskvalifikována a Polsko postoupilo rovnou do finále play-off proti vítězi zápasu Švédsko – Česko. Dne 24. března odehrálo Polsko svůj první zápas pod Michniewiczem, remízu 1:1 v přátelském utkání se Skotskem.
Dne 29. března 2022 dovedl Michniewicz Polsko k vítězství 2:0 nad Švédskem ve finále play-off kvalifikace mistrovství světa. Dne 30. listopadu 2022 Polsko na mistrovství v Kataru poprvé od šampionátu v roce 1986 postoupilo do vyřazovací fáze Mistrovství světa ve fotbale.
Dne 22. prosince 2022, po kritice defenzivního stylu hry národního týmu ze strany médií a zmatku ohledně bonusů pro hráče a zaměstnance národního týmu, Michniewicz zablokoval několik novinářů na Twitteru před smazáním svého účtu. Nebyla mu prodloužena smlouva a svůj post opustil 31. prosince 2022.

## Osobní život
Michniewicz se narodil v Byarozawce, tehdy v Běloruské SSR, Sovětském svazu (dnešní Bělorusko), ale vyrůstal v polském Biskupiecu. Dne 20. června 1998 se oženil s Grażynou Rzewuskou, se kterou má dva syny: Mateusze (* 22. ledna 2001) a Jakuba (* 13. srpna 2003).

## Trenérské statistiky
Platí k 4. prosinci 2022.
| Tým                          | Země    | Od                 | Do                 | Bilance | Bilance | Bilance | Bilance | Bilance |
| Tým                          | Země    | Od                 | Do                 | Z       | V       | R       | P       | % Výher |
| ---------------------------- | ------- | ------------------ | ------------------ | ------- | ------- | ------- | ------- | ------- |
| Lech Poznań                  | Polsko  | 15. září 2003      | 17. května 2006    | 108     | 45      | 27      | 36      | 41.67   |
| Zagłębie Lubin               | Polsko  | 3. října 2006      | 22. října 2007     | 37      | 21      | 7       | 9       | 56.76   |
| Arka Gdynia                  | Polsko  | 8. července 2008   | 12. dubna 2009     | 33      | 12      | 10      | 11      | 36.36   |
| Widzew Łódź                  | Polsko  | 15. listopadu 2010 | 22. června 2011    | 17      | 8       | 4       | 5       | 47.06   |
| Jagiellonia Białystok        | Polsko  | 22. července 2011  | 22. listopadu 2011 | 18      | 6       | 4       | 8       | 33.33   |
| Polonia Varšava              | Polsko  | 28. března 2012    | 9. května 2012     | 7       | 2       | 1       | 4       | 28.57   |
| Podbeskidzie Bielsko-Biała   | Polsko  | 22. března 2013    | 22. října 2013     | 24      | 7       | 8       | 9       | 29.17   |
| Pogoń Szczecin               | Polsko  | 9. dubna 2015      | 17. května 2016    | 49      | 15      | 18      | 16      | 30.61   |
| Bruk-Bet Termalica Nieciecza | Polsko  | 6. června 2016     | 22. března 2017    | 27      | 10      | 6       | 11      | 37.04   |
| Polsko U21                   | Polsko  | 7. července 2017   | 14. října 2020     | 27      | 14      | 7       | 6       | 51.85   |
| Legia Varšava                | Polsko  | 21. září 2020      | 25. října 2021     | 55      | 31      | 11      | 13      | 56.36   |
| Polsko                       | Polsko  | 31. ledna 2022     | 31. prosince 2022  | 13      | 5       | 3       | 5       | 38.46   |
| Celkově                      | Celkově | Celkově            | Celkově            | 415     | 176     | 106     | 133     | 42.41   |

## Úspěchy

### Hráčské
Amica Wronki
- Polský pohár: 1998/99, 1999/2000
- Polský Superpohár: 1999

### Trenérské
Lech Poznań
- Polský pohár: 2004
- Polský Superpohár: 2004

Zagłebie Lubin
- Ekstraklasa: 2006/07
- Polský Superpohár: 2007

Legia Varšava
- Ekstraklasa: 2020/21